# Postkolonialisme
Postkolonialisme eller postkoloniale studier er en akademisk disciplin, der har til formål at undersøge kolonialismen og imperialismens kulturelle arv, både i de tidligere kolonier og i kolonimagterne. Det postkoloniale (egtl.:"det efterkoloniale") kan betyde både tiden, der kommer efter kolonitiden, og den måde, hvorpå den kulturelle imperialisme fortsat påvirker de tidligere kolonier, efter at disse blev frie nationer. Postkolonialismen kombinerer metoder og teorier fra samfundsvidenskab og humaniora, og er inspireret af både postmodernismen og poststrukturalismen. Fra poststrukturalismen har disciplinen lånt forskellige koncepter, blandt andet Michel Foucaults teorier om forholdet mellem viden og magt, og Jacques Derridas metode til dekonstruktion af sproget. Grundlæggende er postkoloniale studier en undersøgelse af forholdet mellem (tidligere) kolonier og kolonimagter, samt det sprog og de narrativer der omgiver kolonialismen, hvor målet er at dekonstruere det koloniale.
Blandt de vigtigste postkoloniale teoretikere kan nævnes Frantz Fanon, Edward Said, Homi K. Bhabha, Gayatri Chakravorty Spivak og Achille Mbembe.

## Udviklingen i tidligere kolonier
Den nedtur, mange tidligere kolonilande har oplevet efter selvstændigheden, sættes ofte i forbindelse med et økonomisk afhængighedsforhold til de tidligere kolonimagter. Teorier herom er fremsat at blandt andet Samir Amin og André Gunder Frank. I langt de fleste lande skyldes udviklingen imidlertid fortrinsvis indre politiske forhold, idet en enkelt magtgruppe har overtaget magten og mere eller mindre systematisk undertrykker større eller mindre dele af befolkningen. Dette må ses i sammenhæng med, at mange tidligere kolonier ikke udgør homogene befolkninger men tvært imod er sammensat af ulige nationale grupper, der kun ved skæbnens lune er endt i samme statsdannelse. I ikke så få tidligere kolonier har der derfor været borgerkrige og bestræbelser for løsrivelse af større eller mindre dele af landet. Sådanne træk er forekommet i blandt andet Afghanistan, Indien, Somalia, Sudan, Sydafrika.

### Afhængighedsteori
André Gunder Frank - Blandt hans vigtigste tidlige arbejder var Capitalism and Underdevelopment in Latin America, mens han senere udgav arbejder som ReOrient: Global Economy in the Asian Age og The World System: Five Hundred Years or Five Thousand (med Barry Gills). Franks teorier er samlede om ideen om, at et lands økonomiske styrke bestemmer dets internationale magt. Han er også kendt for at mene, at kapitalisme er i modstrid med udviklingslandenes interesser.
Frank er mest kendt for sine påstande om "afhængig udvikling" som en årsag til, at landene i den 3. verden forblev uudviklede. Denne tradition stammer fra Latinamerika i 1950-erne, hvor udviklingsteoretikere mente, at de latinamerikanske lande befandt sig i en underkuet stilling dels i forhold til Europa, dels i forhold til USA betinget af:

- at en række udenlandsk (fortrinsvis nordamerikansk) ejede virksomheder kontrollerede store dele af landenes økonomiske virksomhed,
 
- at et nationalt borgerskab var tilknyttede disse udenlandske virksomheder og virkede til gavn for disse og til skade for opbygningen af en selvstændig (national) produktion og formueopbygning,

- at landenes embedsstand og militær bistod med at beskytte de udenlandske interesser til skade for landenes egne borgere.
Disse forklaringer brugtes der efter som "dårlig undskyldning" for, at landenes tilstand var så elendig, som den var.
Frank tog udgangspunkt i disse tanker og hævdede, angiveligt som en marxistisk tradition, at de omtalte bindinger udgjorde et led i "undertrykkelsen" af landene, der angiveligt befandt sig i et centrum-periferi- eller metropol-satellit-forhold, hvorfor deres eneste mulighed for en selvstændig var et "revolutionært" opgør med disse udenlandske kræfter. Først og sidst var hans påstande udtryk for et politisk kampskrift beregnet på at imødegå den videnskabelige legitimitet, der lå til grund for de latinamerikanske regeringers laissez faire-politik. Franks påstande lod sig i marxistisk teori udvikle til en hel kæde af sådanne afhængighedsforhold dels på internationalt plan (mellem lande), dels på nationalplan (mellem hovedstad og provinser), dels på regionalt plan (mellem større og mindre byer og mellem by og land).
Franks påstande er uholdbare og tvetydige. Først og fremmest vil næsten ethvert sted dels kunne siges at "befinde sig i afhængighed" af et andet sted, dels selv "dominere" andre steder, hvorved begrebernes klarhed undergraves og enhver forklaringsevne skrider. Desuden er historien fuld af eksempler på, at områder, der i princippet ikke skulle være i stand til at udvikle sig, alligevel har gjort det, hvilket viser, at bindingspåstanden er alt for forenklet. Desuden har hans påstande karakter af klassisk "syndebuk-teori", hvor det alene gælder om at lægge skylden hos andre for selv at gå fri. Endelig set ideologisk er Franks teori den klassiske marxistiske "klassekamp"-teori løftet op på det internationale plan.
Franks teorier blev imidlertid populære. Flere lande benyttede dem som argument for, at de alligevel ikke kunne ændre på den internationale binding til vestlige kapitalistiske centre. Særligt blandt venstreorienterede blev de brugt som argument for at yde ulandsbistand for at "frigøre" udviklingslandene fra bindinger til vestlige kapitalistiske lande. Ulandsbistanden gav imidlertid ikke det ønskede resultat: selv mere end 60 år efter bistandens indførelse var de sociale forhold i ulandene uforandrede og industrien uudviklet. Det skyldtes, at udviklingslandene udviklede sig til permanente bistandsmodtagere, hvor international bistand udgjorde betydelige andele af staternes indkomster. Af samme grund var statsledere ikke interesserede i at udvikle indenlandsk industri, men derimod at fastholde landet i en "bistandsværdig" tilstand. Ligeledes betød bistanden, at de statslige ledere blev frigjort for ansvar over for det indenlandske skole-, sundheds- og socialvæsen, da disse statlige opgaver er blevet finansieret ved bistand. I flere lande kan statskup påvises at være direkte sammenhængende med kampen om at være den statsleder, der på statens vegne modtager bistanden.

## Postkolonial litteraturteori
Postkolonialisme er også en litteraturteoretisk tilgang til at analysere og fortolke litteratur på. Den litteratur, der fortolkes, er både den litteratur, der er skrevet af vestlige forfattere i kolonitiden, og den litteratur, der er skrevet af forfattere fra de (post)koloniale områder. 
Den første kategori er bøger som Joseph Conrads Mørkets hjerte eller Karen Blixens Den afrikanske farm. En postkolonial analyse af kolonitidens litteratur undersøger, hvordan sproget bruges til at fremstille kolonialismen og de koloniserede folk, altså hvordan den koloniale diskurs kommer til syne i litteraturen. For eksempel har den kenyanske forfatter Ngugi Wa Thiong’o i en analyse af Den afrikanske farm påpeget Karen Blixens tendens til at sammenligne de kikuyuer, der bor og arbejder på farmen, med dyr, eller omtale dem som barnlige og ubehjælpsomme. Derved kommer kolonialismen til at fremstå som de hvides nødvendige hjælp til de indfødte snarere end udnyttelse, og det er med til at blåstemple kolonialismen. Postkolonial litteraturanalyse kan bruges til at forstå hvordan litteraturen har formet og til dels stadig former forståelsen af både koloniserede folk og kolonialismen selv.
Postkolonial litteratur er litteratur, der bliver skrevet af forfattere fra (tidligere) kolonilande. Det er litteratur, der på den ene eller anden måde beskæftiger sig med konsekvenserne af både kolonisering og de-kolonisering. Nigerianske Chinua Achebes Alt falder fra hinanden (1958) og indiske Salman Rushdies Midnatsbørn (1981) er eksempler på postkolonial litteratur. En analyse af postkolonial litteratur undersøger, hvordan litteraturen er med til at udfordre og gentænke kolonialismen. For eksempel kan Alt falder fra hinanden læses som en beskrivelse af de negative psykologiske konsekvenser, koloniseringen har haft både for individet og de koloniserede folk som et hele. Postkolonial litteratur bliver ofte skrevet som et modsvar til kolonial litteratur. Blandt andre har den algierske forfatter Kamel Daoud skrevet bogen Meursault, contre-enquête (2013) som en genfortælling af Albert Camus’ Den fremmede (1942), hvori Daoud giver den navnløse araber, der bliver myrdet i Camus’ roman, et navn og en baggrund.
Udover de allerede nævnte forfattere er også Arundhati Roy, Michael Ondaatje og Chimamanda Ngozi Adichie blandt de mest berømte og indflydelsesrige postkoloniale forfattere.

### Postkolonial litteratur i Danmark
Også Danmark har været en kolonimagt, og derfor er der også danske bøger, der kan kaldes postkoloniale. Thorkild Hansens romantrilogi om den danske slavehandel på Guldkysten, Kim Leines Profeterne i Evighedsfjorden om koloniseringen af Grønland, Jakob Ejersbos Afrika-trilogi og Mich Vraas romantrilogi om Dansk Vestindien er eksempler på dansk, postkolonial litteratur. Det er alle bøger, der undersøger Danmarks fortid som kolonimagt, og hvilken betydning kolonialismen har haft, både for Danmark og de tidligere kolonier. 